# Spiranthes spiralis

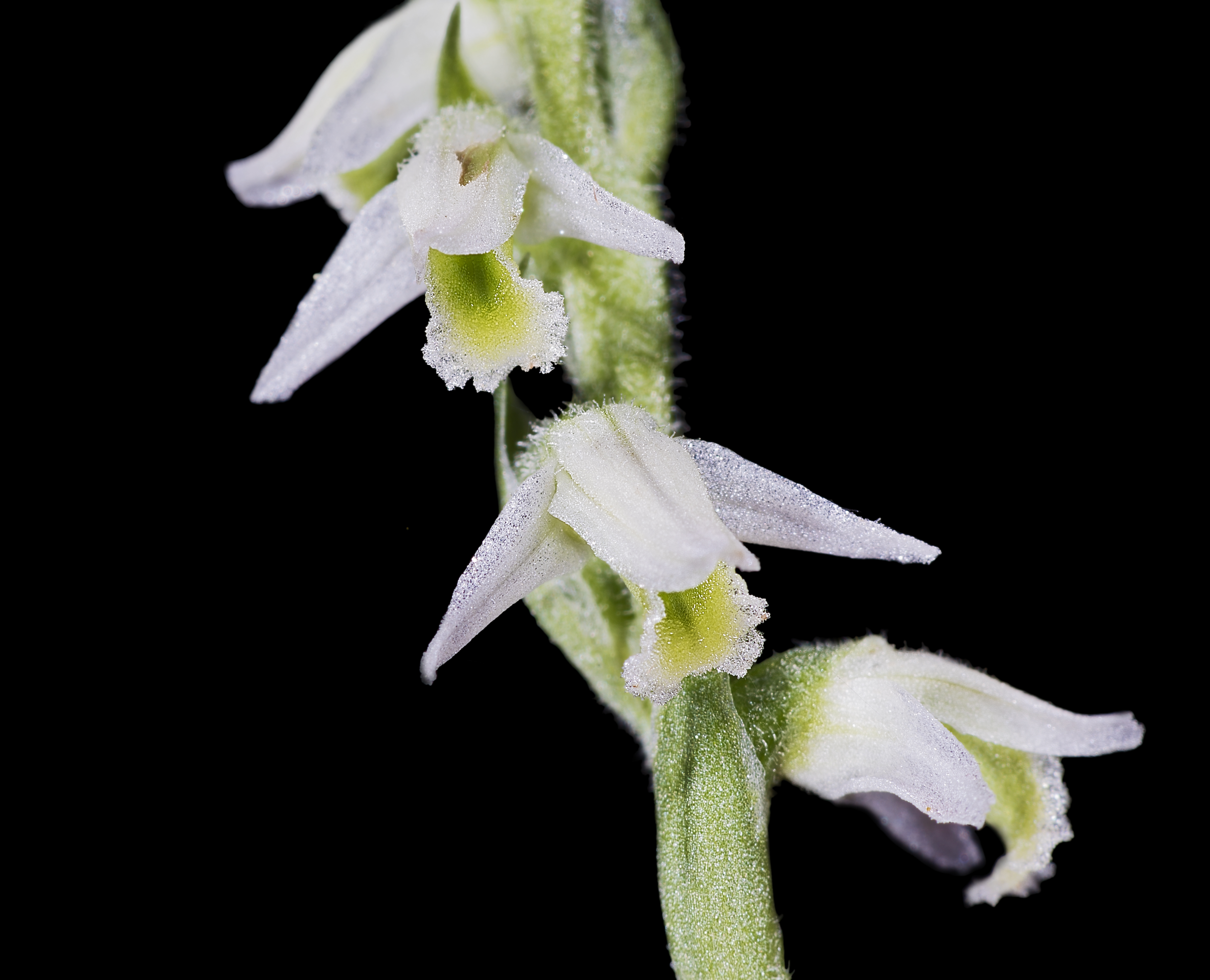
hoa

Spiranthes spiralis là một loài lan nở vào tháng 8 và 9. 

## Đồng nghĩa
Các tên đồng nghĩa gồm:
- Ophrys spiralis L. (basionym)
- Epipactis spiralis (L.) Crantz
- Serapias spiralis (L.) Scop.
- Ophrys autumnalis Balb.
- Neottia spiralis (L.) Sw.
- Neottia autumnalis (Balb.) Pers.
- Ibidium spirale (L.) Salisb.
- Spiranthes autumnalis (Balb.) Rich.
- Neottia autumnalis (Balb.) Steud.
- Gyrostachys autumnalis (Balb.) Dumort.
- Spiranthes glauca Raf.
- Gyrostachys spiralis (L.) Kuntze

## Hình ảnh

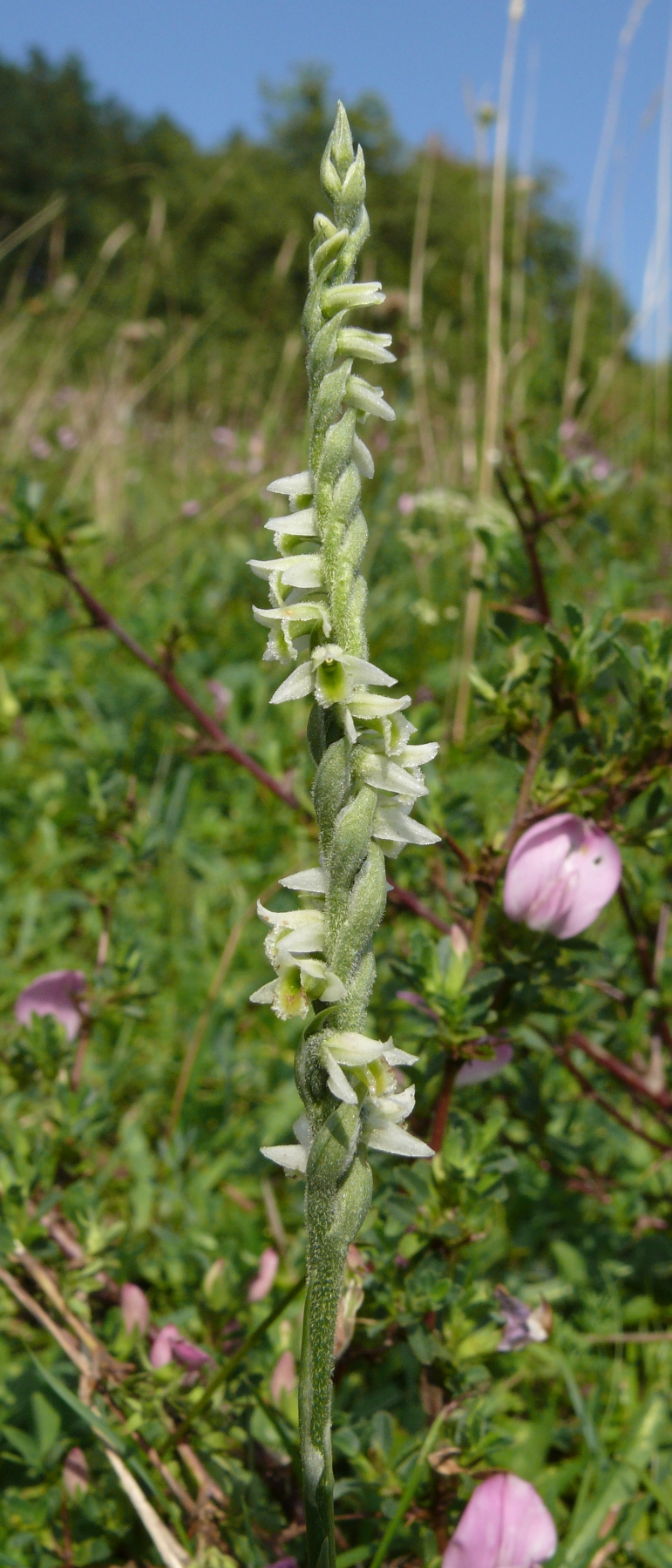
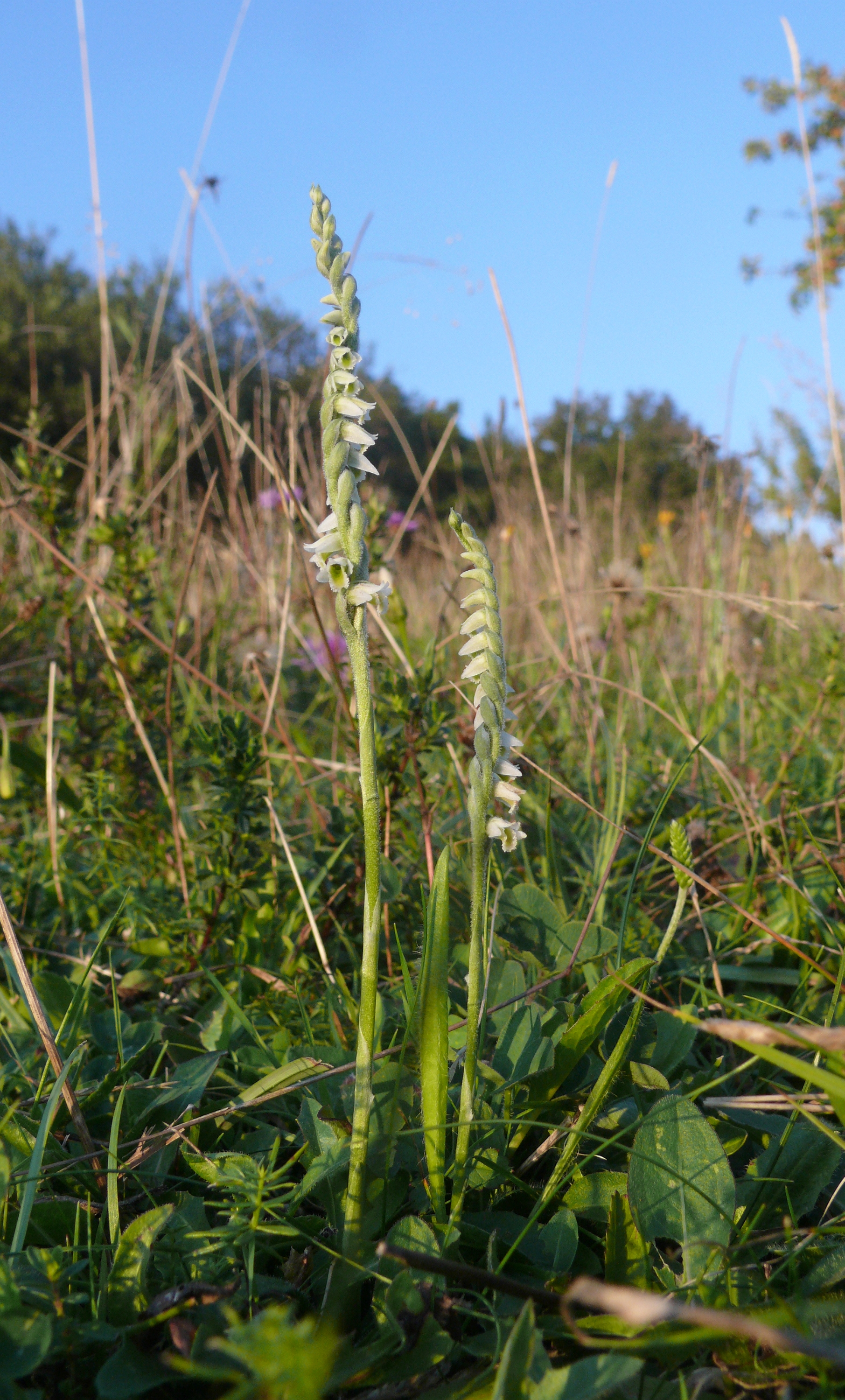
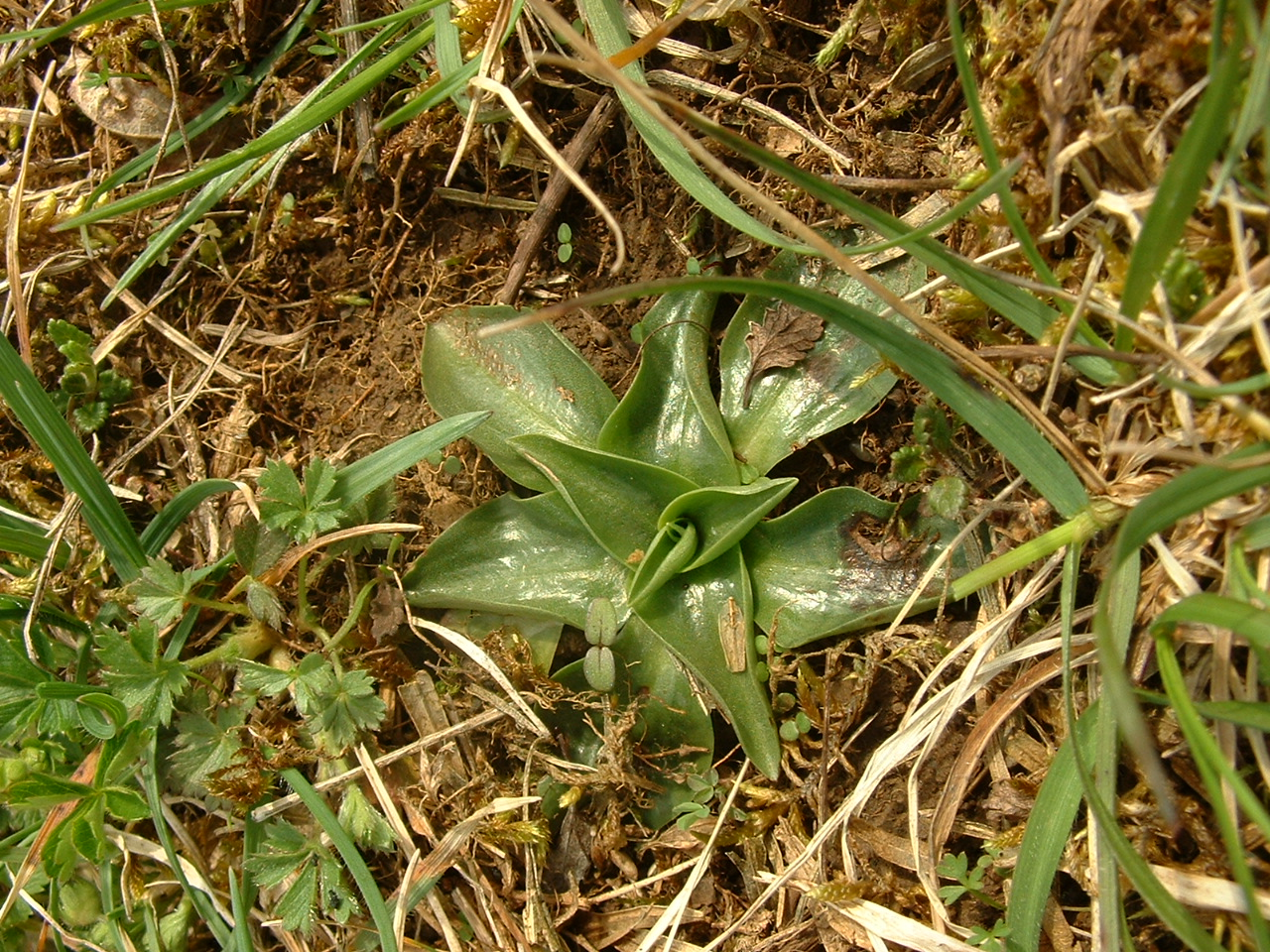
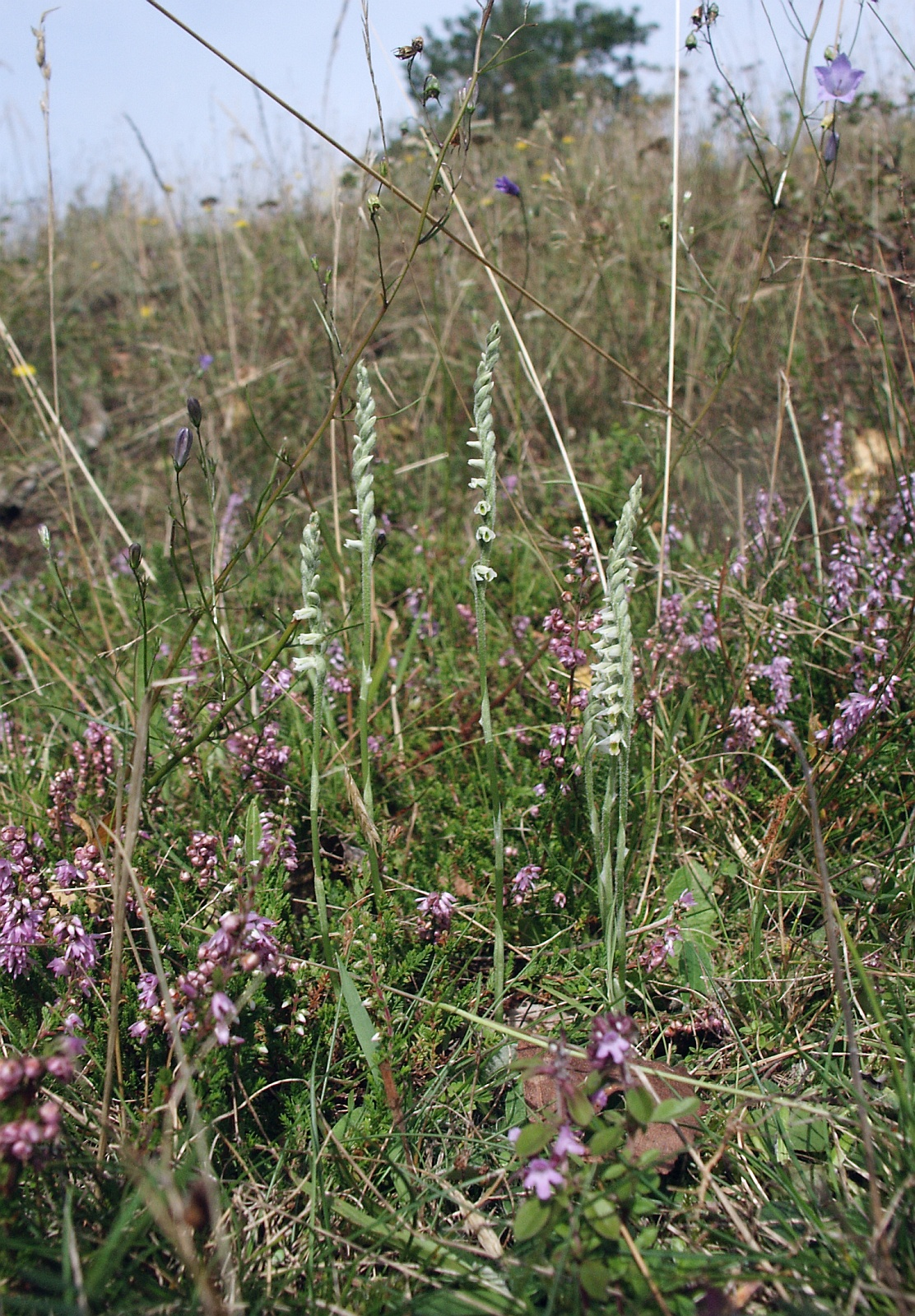